# United States Military Academy
Die United States Military Academy (USMA) ist eine Militärakademie der Vereinigten Staaten in West Point, New York, und eine Einrichtung des übergeordneten US Army Training and Doctrine Command (TRADOC). Sie bildet etwa 25 % des Offiziernachwuchses des US-Heeres aus. 
Die USMA ist in einem früheren Fort des US-Heeres am westlichen Ufer des Hudson River in Orange County in West Point untergebracht und befindet sich etwa 80 Kilometer nördlich von New York City. Der Komplex der Akademie nimmt 65 km² in Anspruch.
Die USMA ist eine der renommiertesten Hochschulen der Vereinigten Staaten. Absolventen der Akademie erhalten den akademischen Grad eines Bachelors und sind gleichzeitig Second Lieutenant des Heeres. Nach Abschluss haben sie eine Dienstpflicht von mindestens fünf Jahren, gefolgt von drei Jahren in der Reserve. Die herausragende Bedeutung der Akademie ist an der synonymen Verwendung des Ortsnamens „West Point“ mit der Institution abzulesen.
West Point ist der am längsten ununterbrochen benutzte Standort des US-Heeres. Das Motto der Akademie ist „Duty, Honor, Country“ („Pflicht, Ehre, Vaterland“).

## Geschichte

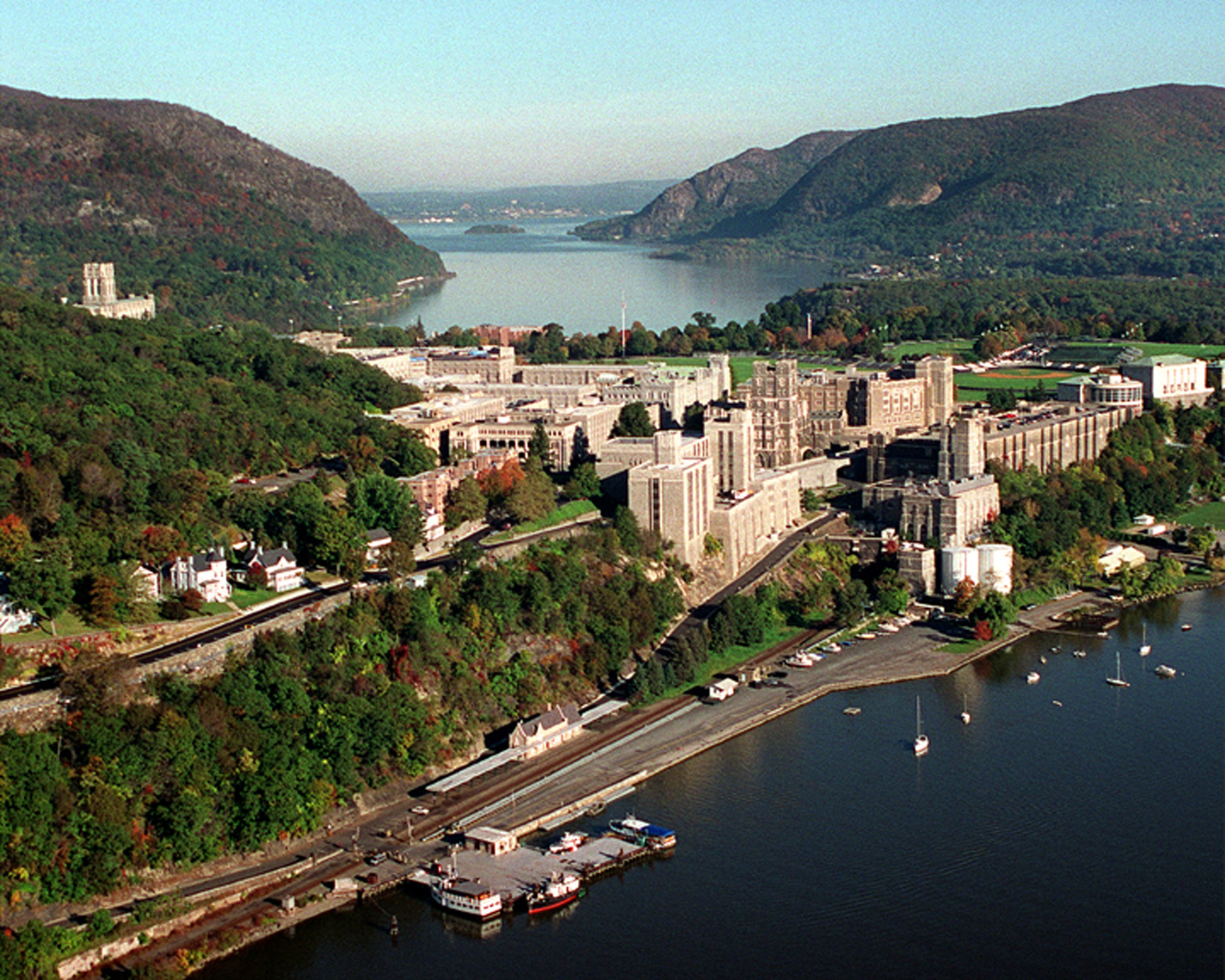
Luftaufnahme der USMA (2002)

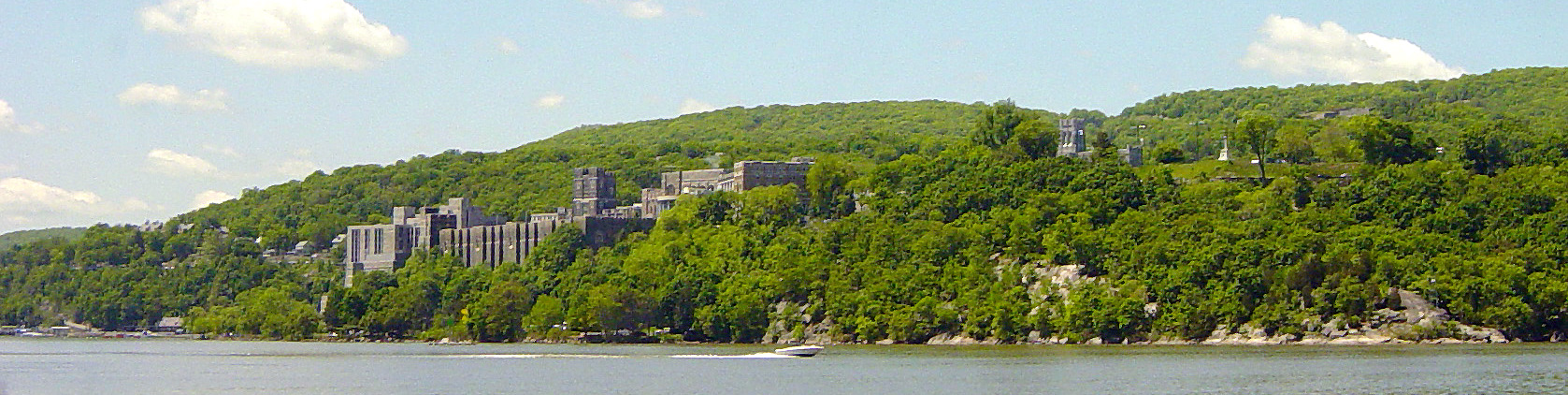
Panoramabild der USMA (2003)

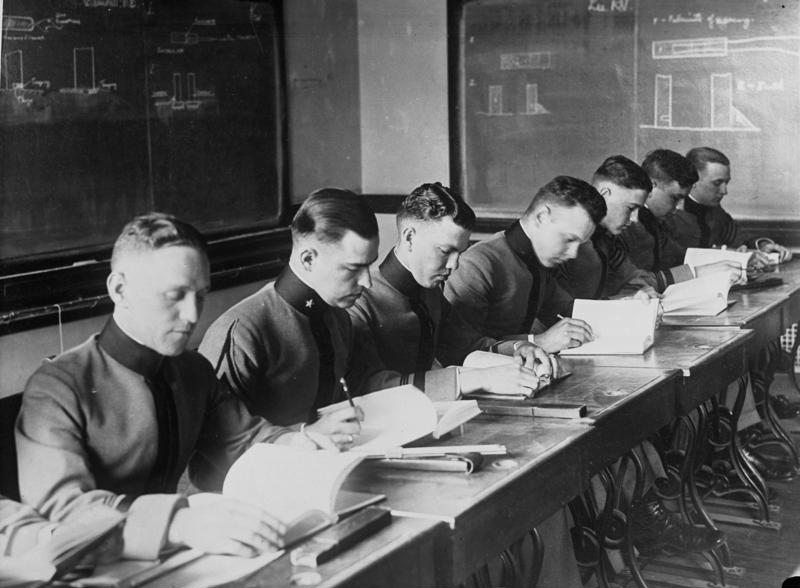
Unterricht in West Point (1929)

Bereits George Washington wählte den Standort für das Fort aus; das Bauwerk wurde 1778 von Tadeusz Kościuszko errichtet. 1781 plante der Festungskommandant, Benedict Arnold, das Fort und seine Besatzung kampflos den britischen Truppen unter General Henry Clinton gegen Zahlung von £ 20.000 Sterling zu übergeben. Als diese Verschwörung, durch die Gefangennahme des britischen Mittelsmannes Major John André, aufgedeckt wurde, floh er zu den Briten und kämpfte ab da gegen die Amerikaner. André wurde später wegen Spionage gehängt. Washington sah in West Point eine der wichtigsten militärischen Stellungen des Kontinents. Auf einem Plateau über einem Knick des Hudson River gelegen konnte die Kontinentalarmee von dort den wichtigen Schiffsverkehr kontrollieren. Hätte die britische Armee diese Stellung erobert, hätte sie die nördlichen und südlichen Kolonien voneinander abschneiden können. Bis heute finden sich an den Festungsmauern Kanonen aus dieser Zeit.
Am 16. März 1802 wurde das Fort durch ein Gesetz von Thomas Jefferson in eine Militärakademie umgewandelt, da im US-Heer ein eklatanter Mangel an Offizieren bestand. Einen wichtigen Anteil an der Geschichte der Akademie hatte Oberst Sylvanus Thayer, der diese zwischen 1817 und 1833 leitete. Er erhöhte die Qualität der Ausbildung und legte die Betonung auf militärische Disziplin und Ehrverhalten. Im Bereich der Ausbildung machte er Bauingenieurwesen zum Grundstein des Studiums; die Absolventen der Akademie hatten in der ersten Hälfte des 19. Jahrhunderts wesentlichen Anteil am Ausbau der Infrastruktur in den Vereinigten Staaten. Als nach dem Sezessionskrieg weitere Technische Hochschulen etabliert wurden, erweiterte die Militärakademie ihren Studienplan über das Ingenieurswesen hinaus.
Viele der Offiziere, die am Sezessionskrieg teilnahmen, waren zuvor in West Point ausgebildet worden. Teilweise kämpften in diesem Konflikt Freunde und ehemalige Klassenkameraden von West Point gegeneinander.
Nach dem Ersten Weltkrieg ergänzte der Leiter Douglas MacArthur den Lehrplan noch weiter, vor allem um körperliche und athletische Fächer. Ein wichtiges Ziel wurde damit die Idee „jeder Kadett ein Athlet“. Ebenso wurde das bis dahin ungeschriebene System der Ehre kodifiziert. Der Ehrenkodex der Kadetten lautet: „Ein Kadett lügt, betrügt oder stiehlt nicht und toleriert dies auch nicht bei anderen“. Lyndon B. Johnson erweiterte 1964 die Größe der Akademie von 2.529 auf 4.417 Kadetten.
Im Dezember 1960 erhielt die Militärakademie den Status eines National Historic Landmarks. Im Oktober 1966 wurde sie als Historic District in das National Register of Historic Places eingetragen.
Seit 1976 nimmt die Akademie auch Frauen auf.
Die USMA und die Helmut-Schmidt-Universität/Universität der Bundeswehr Hamburg betreiben seit 2005 einen jährlichen Austausch von Kadetten und Offizieren.

## Ausbildung

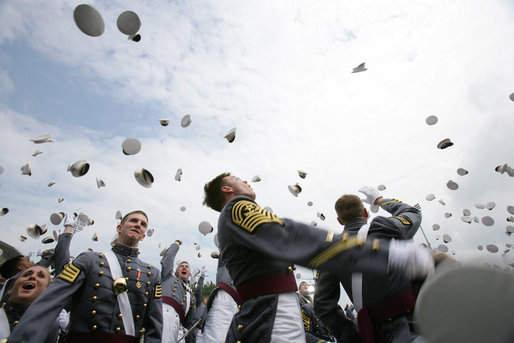
Das Werfen der Dienstmütze ist der symbolische Höhepunkt am Ende der Abschlusszeremonie nach der Vereidigung.

West Point stellt hohe Anforderungen an aufzunehmende Personen. Die größte Vorauswahl stellt die persönliche Empfehlung durch einen Abgeordneten des US-Kongresses bzw. den US-Präsidenten dar, die ein Bewerber vorweisen muss. Darüber hinaus ist ein guter Notendurchschnitt des Highschool-Abschlusses sowie ein lupenreines Führungszeugnis nötig. Der Bewerber darf nicht verheiratet sein und auch während der Ausbildung keine Ehe eingehen. Jährlich bewerben sich etwa 11.000 Personen, von denen knapp 1.300 zum neuen Jahrgang zugelassen werden.
Jedes Jahr am 25. Juni finden sich die neuen Kadetten an der Akademie ein. Rund um ihr Gelände sind Lautsprecher aufgestellt, über die Anweisungen an die Neuankömmlinge gerichtet werden. Bevor sie sich einrichten können, werden sie ähnlich wie in der Grundausbildung empfangen und medizinisch untersucht. Bevor sie den Titel eines Kadetten (plebe) tragen dürfen, bekommen die Bewerber nach erwähnter Untersuchung noch eine Stunde Bedenkzeit, um einen Vertrag zu unterschreiben, der ihre Aufnahme in die Akademie bei einer Verpflichtung für insgesamt neun Jahre bestätigt (diese Verpflichtung entfällt für diejenigen Kadetten, die sich nach spätestens zwei Jahren entschließen, aus der Akademie auszuscheiden).
Alle Kadetten müssen die angebotenen Kern-Fächer aus Sozial- und Naturwissenschaften sowie auch Fremdsprachen und Ingenieurwissenschaften wahrnehmen und zusätzlich eine Grundausbildung ableisten, die höhere Ansprüche stellt als die übliche in den US-Streitkräften. Darüber hinaus gibt es keine Semesterferien im üblichen Sinne: In der Zeit zwischen den akademischen Semestern werden die Kadetten in über die ganzen USA verteilte Trainingszentren verschickt, je nachdem, welche Truppengattung die einzelnen Rekruten anstreben. Die Studien münden in einen Bachelor-Abschluss, der den Bedingungen einer Hochschule entspricht, denn auch die Ausbilder entsprechen den üblichen Kriterien für Hochschullehrer. Darüber hinaus müssen Studierende einem hohen Fitness-Standard entsprechen und Sport-Pflichtkurse besuchen. Die Fitness wird mit einem eigenen Test abgeprüft. Ohne den erfolgreich bestandenen Test ist der Bachelor-Grad nicht zu erwerben. Gegen Ende des Akademieablaufs werden die Kadetten in mehreren Zeremonien verabschiedet.
Etwa die Hälfte der Absolventen arbeiten nach ihrer Verpflichtungszeit im aktiven Dienst (min. 5 Jahre) in der Wirtschaft.
Auf dem Gelände befindet sich ein Soldatenfriedhof, auf dem Absolventen begraben werden, sofern diese als Veteranen nicht ihr Recht in Anspruch nehmen, auf dem Nationalfriedhof Arlington begraben zu werden.

## Führung

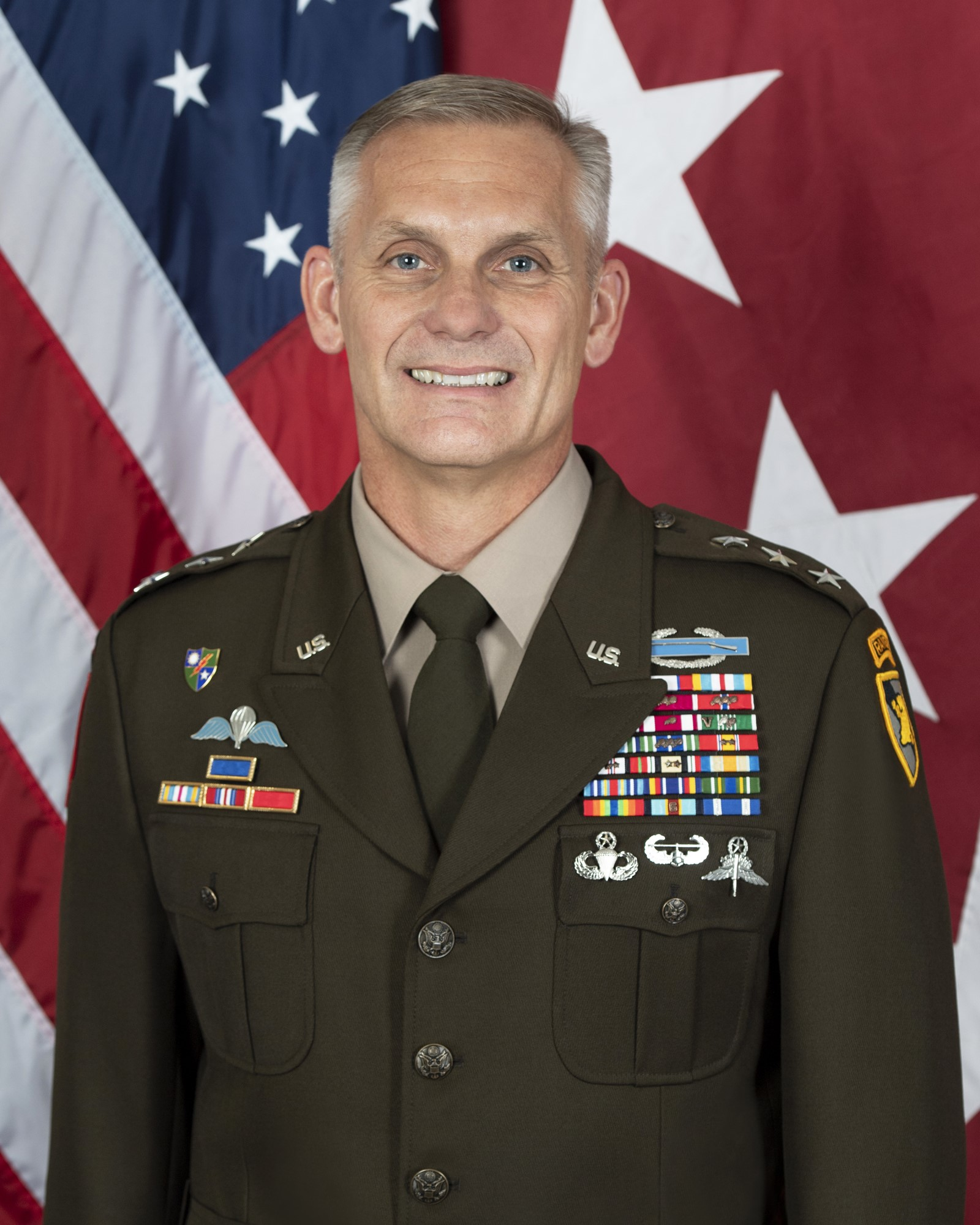
Superintendent Steven Gilland

Die USMA wird von einem Superintendent im Rang eines Generalleutnants geleitet. Der 60. Superintendent war ab dem 2. Juli 2018 bis Ende Juni 2022 Generalleutnant Darryl A. Williams. Er ist selbst Absolvent der Akademie (1983). Dann übernahm Steven W. Gilland als 61. Superintendent die Leitung der Akademie. Sein Vorgänger wurde neuer Kommandeur des Großverbands United States Army Europe and Africa.

## Hochschulsport
Die Army Black Knights vertreten die Military Academy in verschiedenen Sportarten der Patriot League der NCAA Division I. Die Football-Mannschaft tritt hingegen in der Football Bowl Subdivision an.

## Bekannte Absolventen (alphabetisch)
- Buzz Aldrin (* 1930), US-amerikanischer Astronaut, beteiligt an der ersten Mondlandung mit Apollo 11
- William Farquhar Barry (1818–1879), General der Nordstaaten im Amerikanischen Bürgerkrieg
- Frank Borman (1928–2023), US-amerikanischer Astronaut, beteiligt an der ersten Mondumkreisung mit Apollo 8
- Omar N. Bradley (1893–1981), Oberbefehlshaber der 1. US-Armee im Zweiten Weltkrieg in Europa
- Mark Wayne Clark (1896–1984), General im Zweiten Weltkrieg, Oberbefehlshaber der 5. US-Armee (Italien), General im Koreakrieg
- Wesley Clark (* 1944), Oberbefehlshaber der NATO-Streitkräfte während des Kosovokrieges
- Lucius D. Clay (1898–1978), Initiator der Berliner Luftbrücke
- Michael Collins (1930–2021), US-amerikanischer Astronaut, beteiligt an der ersten Mondlandung mit Apollo 11
- George Armstrong Custer (1839–1876), General der Nordstaaten im Amerikanischen Bürgerkrieg, Kommandeur des 7. Kavallerieregiments in der Schlacht am Little Bighorn
- Jefferson Davis (1808–1889), Präsident der Konföderierten im Amerikanischen Bürgerkrieg
- Dwight D. Eisenhower (1890–1969), 34. Präsident der USA, Oberkommandierender der alliierten Streitkräfte im Zweiten Weltkrieg in Europa
- James William Forsyth (1834–1906), bekannt als mitverantwortlicher Offizier für das Massaker von Wounded Knee
- James M. Gavin (1907–1990), Kommandeur des 505. Fallschirmjägerregiments und der 82. US-Luftlandedivision
- Ulysses S. Grant (1822–1885), Oberbefehlshaber des US-Heeres im Amerikanischen Bürgerkrieg, 18. Präsident der USA
- Thomas J. Jackson (1824–1863), General der Konföderierten im Amerikanischen Bürgerkrieg
- Joseph E. Johnston (1807–1891), General der Konföderierten im Amerikanischen Bürgerkrieg
- Mike Krzyzewski (* 1947), Basketballtrainer
- Robert E. Lee (1807–1870), General der Konföderierten im Amerikanischen Bürgerkrieg
- Douglas Lute (* 1952), Generalleutnant a. D., von 2013 bis 2017 Vertreter der USA bei der NATO
- Douglas MacArthur (1880–1964), Oberbefehlshaber der US-amerikanischen Streitkräfte im Zweiten Weltkrieg im Pazifik
- David H. McCormick (* 1965), US-amerikanischer Offizier, Beamter, Consultant und Manager; Co-CEO von Bridgewater Associates
- Harold G. Moore (1922–2017), Generalleutnant des US-Heeres, Oberstleutnant in Vietnam (Schlacht im Ia-Drang-Tal)
- George S. Patton, Jr. (1885–1945), US-amerikanischer Panzergeneral im Zweiten Weltkrieg
- John J. Pershing (1860–1948), Oberbefehlshaber der alliierten Expeditionsstreitkräfte im Ersten Weltkrieg und General of the Armies
- David Petraeus (* 1952), Oberbefehlshaber der ISAF in Afghanistan von 2010 bis 2011
- Fidel Ramos (1928–2022), 12. Präsident der Philippinen
- David Scott (* 1932), US-amerikanischer Astronaut, beteiligt an der Mondlandung mit Apollo 15
- Philip Sheridan (1831–1888), General der Nordstaaten im Amerikanischen Bürgerkrieg, Oberbefehlshaber des Heeres
- H. Norman Schwarzkopf (1934–2012), Oberbefehlshaber der alliierten Truppen im Golfkrieg 1991
- Brent Scowcroft (1925–2020), Sicherheitsberater im Weißen Haus
- William T. Sherman (1820–1891), General der Nordstaaten im Amerikanischen Bürgerkrieg, Oberbefehlshaber des Heeres
- Anastasio Somoza Debayle (1925–1980), General, zweimaliger Präsident Nicaraguas
- Maxwell D. Taylor (1901–1987), Kommandeur der 101. US-Luftlandedivision im Zweiten Weltkrieg
- John T. Thompson (1860–1940), Offizier im US-Waffenbeschaffungsamt, entwickelte die Thompson-Maschinenpistole
- Alejandro Villanueva (* 1988), spanischer und US-amerikanischer Footballspieler mit den Pittsburgh Steelers
- William Westmoreland (1914–2005), zwischen 1964 und 1968 Oberbefehlshaber der US-Truppen in Vietnam
- Edward Higgins White, II (1930–1967), erster US-amerikanischer Astronaut, der frei im Weltraum schwebte Gemini 4
- Alfred Worden (1932–2020), US-amerikanischer Astronaut, beteiligt an der Mondlandung mit Apollo 15

Weitere Absolventen sind unter der Kategorie:Absolvent der United States Military Academy zu finden.